# Falling Down (пісня Oasis)
«Falling Down» — пісня британського рок гурту Oasis. Вона була написана і виконується лідером гурту і головним поетом — Ноелем Галлахером. Пісня з'являється, як сьомий трек в сьомому альбомі групи Dig Out Your Soul, і була випущена, як єдина для завантаження на iTunes 14 серпня 2008. Третій сингл з альбому, який має вийти 9 березня 2009

## Список пісень
Всі пісні написані Ноелем Галлахером
CD single
1. «Falling Down» (album version) – 4:20
2. «Those Swollen Hand Blues»
3. «Falling Down» (Twiggy Ramirez and Dave Sardy «It's the Gibb» remix)
4. «Falling Down» (The Prodigy version)

7" vinyl
1. «Falling Down» (album version) – 4:20
2. «Those Swollen Hand Blues»

12" vinyl
1. «Falling Down» (Amorphous Androgynous A Monstrous Psychedelic Bubble remix) — ~22 хвилини

Digital bundle 1
1. «Falling Down» (album version) – 4:20
2. «Those Swollen Hand Blues»
3. «Falling Down» (demo)

Digital bundle 2
1. «Falling Down» (Twiggy Ramirez and Dave Sardy «It's the Gibb» remix)
2. «Falling Down» (The Prodigy version)
3. «Falling Down» (Amorphous Androgynous A Monstrous Psychedelic Bubble remix)